# San Lorenzo (Paragvaj)
San Lorenzo (puno španjolsko ime San Lorenzo del Campo Grande) je grad u paragvajskom okrugu - Centralnom od 320 018 stanovnika, nekoć predgrađe - Asuncióna, danas dio velike konurbacije - Grande Asunción.

## Zemljopisne karakteristike
San Lorenzo se nalazi u sredini Paragvaja,  9 km jugoistočno od Asuncióna. 
San Lorenzo zovu sveučilišni grad jer se u njemu nalazi najpozatije paragvajsko sveučilište - Universidad Nacional de Asunción.

## Vanjske poveznice
- Les muestro mi ciudad: San Lorenzo, Paraguay na portalu Taringa  Arhivirana inačica izvorne stranice od 6. ožujka 2021. (Wayback Machine)